# Cudowna podróż (powieść)
Cudowna podróż (szw. Nils Holgerssons underbara resa genom Sverige) – powieść autorstwa Selmy Lagerlöf napisana w dwóch częściach w l. 1906-1907. Pierwsze polskie wydanie powieści miało miejsce już w 1910 r., tłumaczyła Janina Mortkowiczowa.
Akcja powieści toczy się w drugiej połowie XIX wieku. Główny bohater opowiadania – 14-letni Nils Holgersson mieszka z rodzicami w wiosce w Skanii na południu Szwecji. Chłopiec ma zły charakter, nie słucha rodziców i dręczy zwierzęta. Pewnego dnia, kiedy chłopiec nie chce pójść z rodzicami do kościoła, ojciec zgadza się, lecz nakazuje mu przeczytać wskazany fragment z Biblii. Nils zostaje sam w domu i znużony perspektywą czytania Pisma Świętego obmyśla, jaki figiel mógłby znowu spłatać. Przeszukując starą skrzynię niespodziewanie spotyka w niej krasnoludka, którego łapie i chce zamknąć w klatce. Krasnoludek zmienia go wówczas w człowieczka własnego wzrostu. Kiedy Nils wychodzi na zewnątrz, zwierzęta, które dotychczas były bezbronnymi ofiarami jego „zabaw” – teraz usiłują wziąć odwet na bezbronnym Nilsie. Z opresji ratuje go gąsior Marcin, który zabiera go w podróż, przyłączając się do stada dzikich gęsi lecących na północ – do Laponii. W trakcie tej niezwykłej podróży Nils poznaje Szwecję i przeżywa rozmaite przygody, a następnie powraca do domu całkowicie odmieniony. Wtedy krasnoludek przywraca go do pierwotnych rozmiarów.

## Adaptacje filmowe
Wyprodukowano cztery filmy lub seriale oparte na powieści – radziecki (1955), szwedzki (1962), japońsko-austriacki (1980) oraz szwedzko-niemiecki (2011)